# La Marche de l'empereur
Cet article concerne le film. Pour l'album de musique, voir La Marche de l'empereur (album).
Pour plus de détails, voir Fiche technique et Distribution.

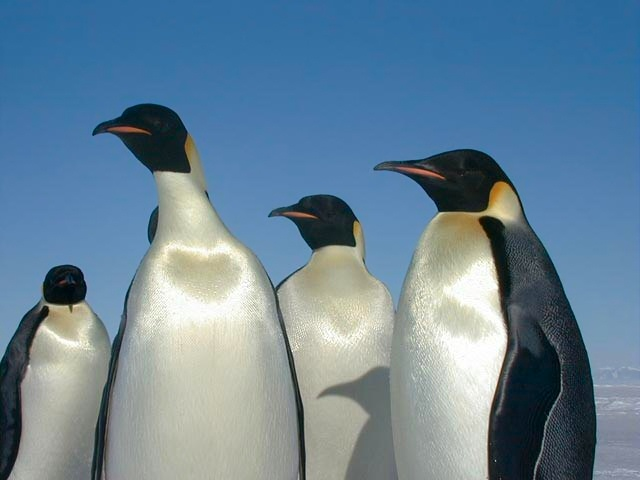
Les personnages du film sont des manchots empereurs (Aptenodytes forsteri).
(Photo non extraite du film)

La Marche de l'empereur est un documentaire français réalisé par Luc Jacquet, sorti en 2005.
Premier long métrage cinématographique de Luc Jacquet, ce film a connu un grand succès mondial et obtenu de nombreuses distinctions dont l'Oscar du meilleur film documentaire en 2006. Tourné en Antarctique, La Marche de l'empereur traite des manchots empereurs (Aptenodytes forsteri) et de leur mode de reproduction.
La narration originale utilise la méthode du récit à la première personne, qui imagine le point de vue interne d'un couple de manchots et de leur petit, lesquels racontent les obstacles de leur vie dans la région la plus rude et isolée du monde. Les trois voix sont interprétées par Romane Bohringer, Charles Berling et Jules Sitruk. Les versions internationales n'ont pas toujours respecté ce principe, telle la narration américaine, réécrite pour un seul narrateur, Morgan Freeman. Les distributeurs américains ont également remplacé la bande originale, créée par Émilie Simon, par une autre composition signée Alex Wurman.

## Synopsis

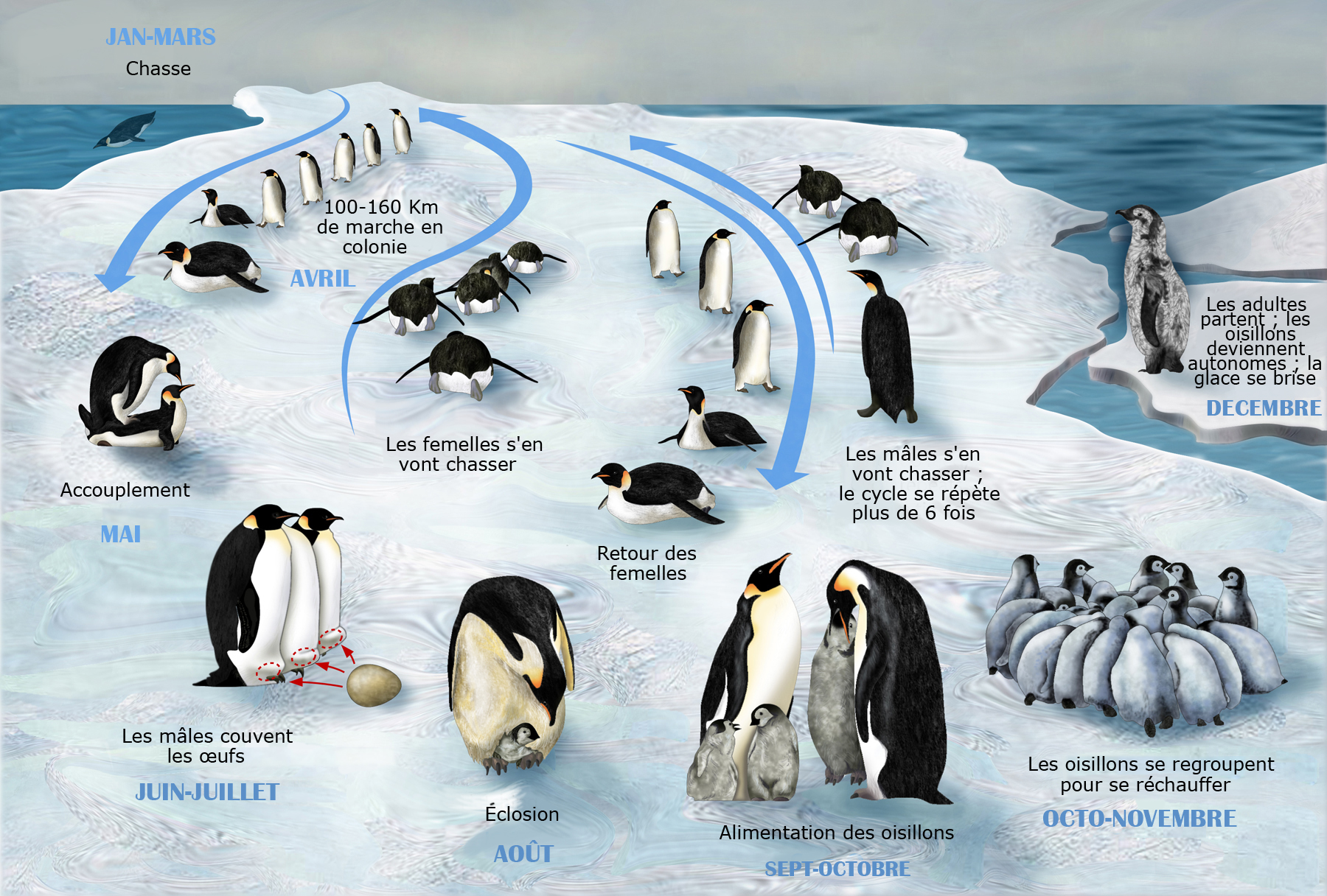
Le cycle de vie du manchot empereur a nécessité un an de tournage.

Les manchots empereurs vivent en colonie en Antarctique. Au milieu de leurs congénères, chaque couple de manchots lutte contre les conditions extrêmes pour perpétuer l'espèce et protéger leur petit des nombreux obstacles et dangers qui les guettent. Chaque année est un cycle qui voit la naissance d'un seul petit manchot par couple, dont beaucoup n'atteindront pas l'âge adulte, voire n'auront pas la chance de naître. Outre le grand froid, le vent et les tempêtes, ils affrontent des prédateurs tels que le léopard de mer et le pétrel géant. Les parents alternent entre protection de l'œuf puis du petit dans l'intérieur des terres (plus stable et protégé que la banquise) et pêche sur le littoral. Des kilomètres de marche sont alors nécessaires pour utiliser les avantages de ces deux territoires alors que le manchot, bien plus à l'aise dans l'eau, est incapable de voler et se déplace avec difficulté sur le continent.

## Fiche technique
Sauf indication contraire, les informations mentionnées dans cette section peuvent être confirmées par la base de données cinématographiques IMDb,  présente dans la section « Liens externes ».

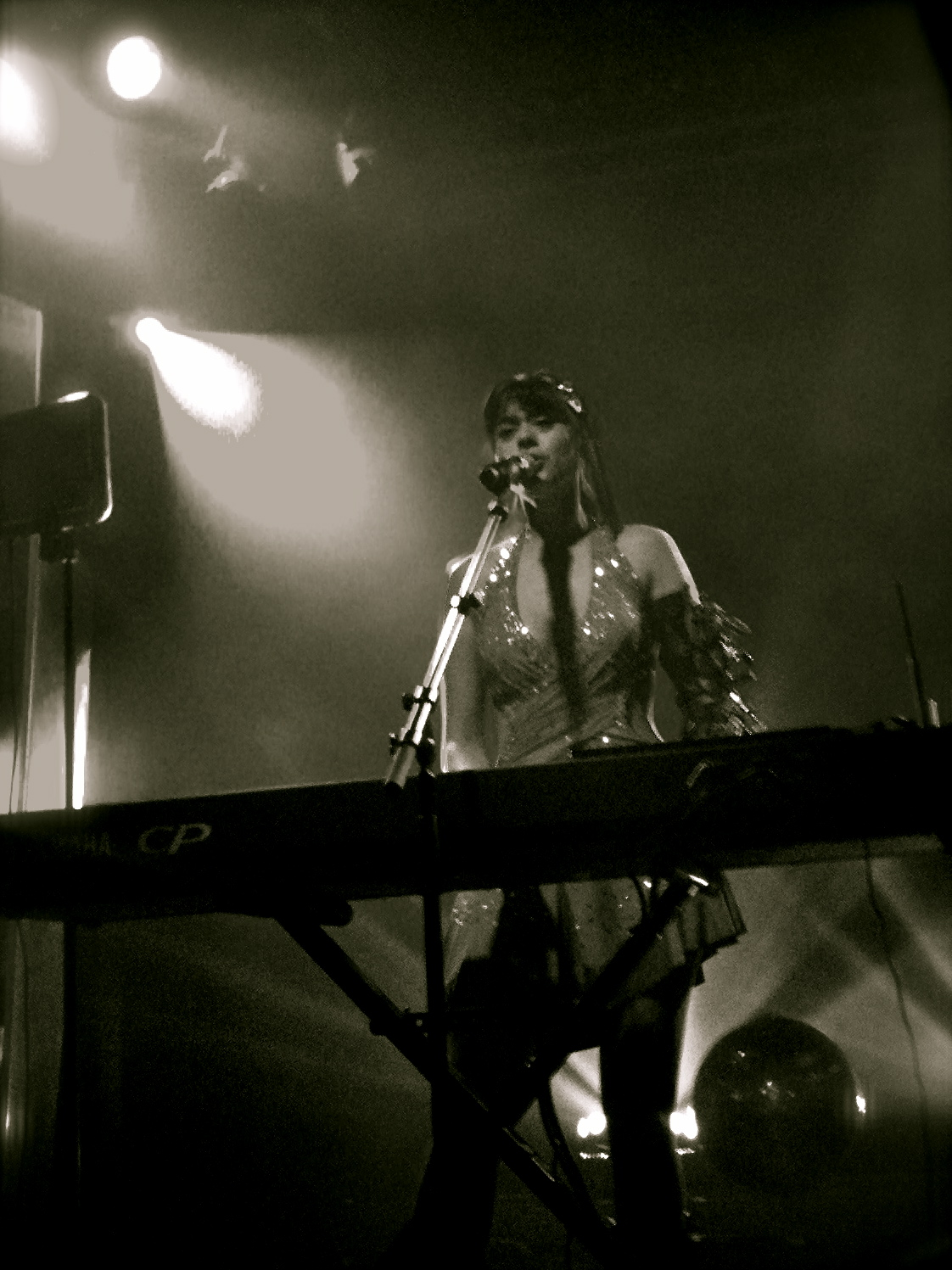
Émilie Simon (ici lors d'un concert en 2009), compositrice de la bande originale.

- Titre original : La Marche de l'empereur
- Réalisation : Luc Jacquet
- Scénario : Luc Jacquet, adapté par Luc Jacquet et Michel Fessler
- Musique : Émilie Simon
- Photographie : Laurent Chalet et Jérôme Maison
  - Photographie sous-marine : Patrick Marchand et François de Riberolles
- Son : Gérard Lamps, Laurent Quaglio
  - Bruitage : Pascal Dedeye
- Montage : Sabine Emiliani
- Production : Yves Darondeau, Christophe Lioud et Emmanuel Priou
  - Production déléguée : Ilann Girard
  - Coproduction : Jean-Christophe Barret
- Sociétés de production[1] : Bonne Pioche, National Geographic Films, en coproduction avec Alliance de Production Cinématographique, en association avec Wild Bunch et l'Institut polaire français Paul-Émile-Victor, avec la participation de Buena Vista International Film Production France et Canal+
- Sociétés de distribution[2] : Walt Disney Studios Motion Pictures International (France) ; Paradiso Entertainment (Belgique) ; Frenetic Films (Suisse romande) ; Christal Films / Lions Gate Films (Québec) ; Maple Pictures (Canada)
- Budget : 2,8 millions d’ €[3]
- Pays de production :  France
- Langue originale : français (et anglais pour les paroles des chansons originales d'Émilie Simon)
- Format[4] : couleur - 35 mm - 1,85:1 (Panavision) - son DTS | Dolby Digital | SDDS
- Genre : documentaire
- Durée : 84 minutes[2] (version américaine : 80 minutes)
- Dates de sortie[5] :
  - États-Unis : 21 janvier 2005 (Festival de Sundance), 24 juin 2005 (sortie limitée), 22 juillet 2005 (sortie nationale)
  - France : 26 janvier 2005
  - Belgique : 26 janvier 2005[5] ; 21 décembre 2005[6]
  - Suisse : 26 janvier 2005 (Suisse romande)[7] ; 6 octobre 2005 (Suisse alémanique)
  - Canada (dont Québec) : 20 mai 2005[8]
- Classification[9] :
  - France : tous publics (conseillé à partir de 8 ans)[10],[11]
  - Belgique : tous publics (Alle Leeftijden)[6]
  - Québec : tous publics (G - General Rating)[8]
  - Suisse romande : tous publics[12]

## Distribution

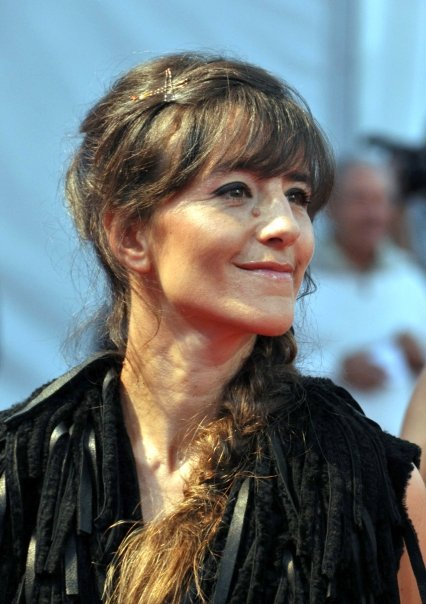
Romane Bohringer (ici en 2009), l'une des narratrices de la version française.

La narration de l'histoire en version originale fait appel à un récit à la première personne en point de vue interne, interprété par trois acteurs :
- Romane Bohringer : la mère manchot
- Charles Berling : le père manchot
- Jules Sitruk : le bébé manchot

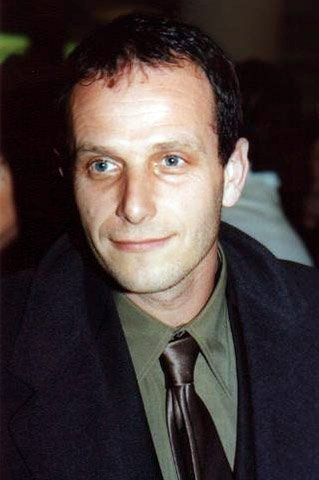
Charles Berling (ici en 1998), l'un des narrateurs de la version française.

À l'étranger, la traduction de la narration n'a pas toujours suivi le choix original de trois narrateurs. De nombreuses versions ont opté pour deux narrateurs voire une seule personne, avec une narration souvent plus classique en point de vue externe :
- allemand : Andrea-Kathrin Loewig, Torsten Michaelis et Adrian Kilian[13],[14] ; version alternative avec seulement Sky du Mont[14],[15]
- anglais : Morgan Freeman[16]
- danois : Sofie Gråbøl[16]
- espagnol : Maribel Verdú et José Coronado[17],[18]
- grec : Afroditi Simiti et Grigoris Arnaoutoglou[réf. nécessaire]
- hindi : Amitabh Bachchan[16]
- hongrois : Ákos Kőszegi, Anna Kubik et Gábor Morvai[19]
- italien : Fiorello[16]
- japonais : Hikari Ishida, Takao Ōsawa et Ryunosuke Kamiki[16]
- néerlandais : Urbanus[20],[21]
- polonais : Marek Kondrat[16]
- suédois : Gösta Ekman[16]
- tagalog : Sharon Cuneta[22],[23] (traduit depuis la narration américaine[23])

## Production

### Genèse

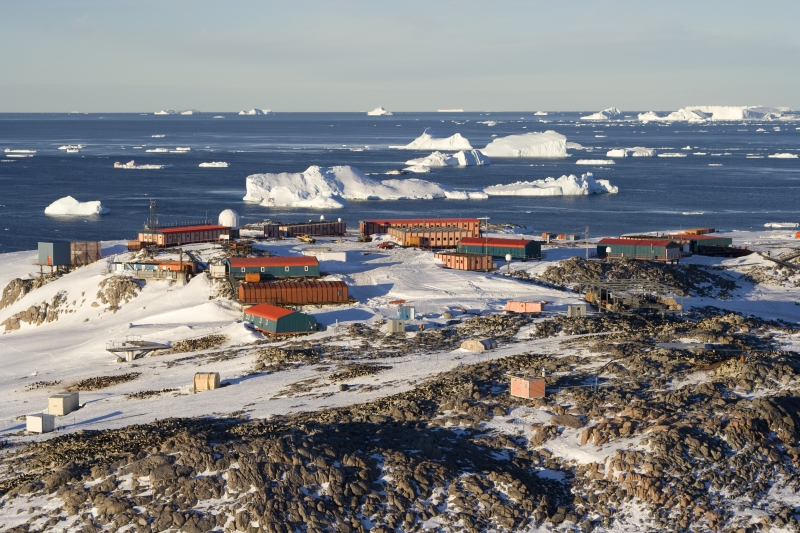
La base Dumont-d'Urville, où s'est installée l'équipe du film pendant plus d'un an.

En 1992, lors de ses études dans une faculté de Lyon, Luc Jacquet répond à une annonce cherchant quelqu'un pour aller en Antarctique étudier des manchots empereurs. Ce sont alors ses premiers contacts avec ce continent et ces animaux. Il officie alors comme caméraman auprès du réalisateur suisse Hans-Ulrich Schlumpf pour le film documentaire Le Congrès des pingouins. Luc Jacquet décide alors de se consacrer aux films documentaires; il passe ainsi plusieurs années en Antarctique ou dans les îles australes comme chef opérateur ou comme réalisateur.
Luc Jacquet commence à écrire le scénario de La Marche de l'empereur quatre ans avant sa sortie. Il se base notamment sur sa collaboration avec le chercheur Christophe Barbaud, avec qui il travaille sur les manchots empereurs en 2000 pour faire le point sur les connaissances à propos de cet animal. Il discute très tôt avec Jérôme Maison, biologiste marin, de son projet de documentaire animalier puis, au fil des discussions, le projet évolue et prend des aspects fictionnels : « Tout d’un coup, on ne parlait plus seulement d’oiseaux, mais de personnages qui s’expriment », selon Jérôme Maison. Trois ans sont ensuite nécessaires à Jacquet pour trouver une société de production intéressée, Bonne Pioche, chez qui le projet suscite un « intérêt immédiat et sans réserve ». La production du film commence ainsi en août 2002 et tout s'accélère. D'abord prévu pour la télévision, le projet prend progressivement de l'ampleur grâce à ce que Luc Jacquet appelle « un engouement général hyper motivant » et « une gigantesque conjonction d'envies concordantes avec à la clé une détermination et une énergie similaires à une opération commando ». Le projet convainc aussi Jean-François Camilleri, alors à la tête de Walt Disney Studios Motion Pictures France, qui s'associe à la production. Le budget, qui dépasse à peine 2 millions d'euros, est plutôt limité pour un long métrage cinématographique, conduisant Luc Jacquet à affirmer, avec un peu d'exagération, qu'il s'agit d'« un des films les moins chers de l’histoire du cinéma ».

### Tournage
Les préparatifs du tournage commencent en novembre 2002 et durent deux mois. Les caméras sont équipées spécialement par Aaton (modèle XTRprod) pour résister à une température qui pouvait descendre jusqu'à −30 °C. Laurent Chalet et Jérôme Maison passent des tests médicaux auprès de l'Institut polaire Paul-Émile-Victor. Le découpage et le scénario sont alors très précis et, selon Luc Jacquet, il fallait désormais « parier sur les acteurs ».

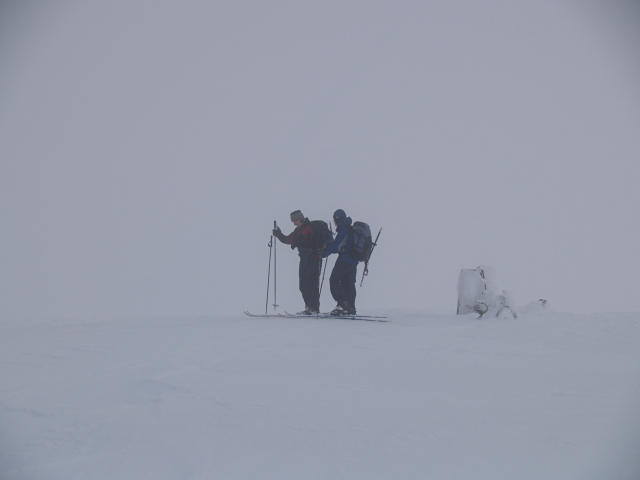
Conditions d'un blanc dehors (ou whiteout en anglais, ici en Écosse), tel celui qui a piégé les chefs opérateurs lors d'un jour de tournage.

Luc Jacquet, Laurent Chalet et Jérôme Maison partent pour la Terre Adélie le 29 janvier 2003 et commencent par une période d'acclimatation. Jacquet les laisse en mars avec une consigne majeure : « Prenez le risque de faire des images étonnantes ». Le 7 février, ils obtiennent l'autorisation de l'administrateur supérieur des TAAF d'accéder à la zone spécialement protégée de Pointe-Géologie. Lors du tournage, 60 kg de matériel sont portés sur un traîneau et l'équipe ne se déplace qu'à pied dans des conditions physiquement très dures. Laurent Chalet et Jérôme Maison, qui ont ainsi filmé la majorité des images (et qui n'ont pas quitté l'Antarctique durant le tournage), ont évité le pire lorsqu'ils ont été piégés par un blanc dehors et une température chutant à −60 °C ; ils ont eu besoin de six heures pour parcourir les 3 km qui les séparaient alors de la base Dumont-d'Urville, se repérant grâce à un GPS et à leur radio qui a permis à cinq hommes de la station, avec qui ils avaient pu établir un contact, de venir les récupérer en cordée. Le tournage a été interrompu pendant un mois pour qu'ils se remettent de leurs importantes gelures et Jérôme Maison a gardé des problèmes d'insensibilité à une oreille et plusieurs doigts. Malgré tout, la météo n'était pas forcément la plus grande difficulté selon Laurent Chalet : « Il s'agissait d’une histoire. Sauf qu'au fil des jours et des semaines, il a fallu qu'on se rappelle tout ce qu'on tournait, comment on l'avait tourné : les entrées de champ, les sorties de champ, etc ». En l'absence de scripte et de possibilité de visionner les images filmées, Laurent Chalet et Jérôme Maison se sont essentiellement appuyés sur le séquencier fourni par Luc Jacquet pour assurer la continuité. Durant l'hivernage, ils envoient également des photographies au réalisateur pour que celui-ci suive l'avancée du projet. Jérôme Maison raconte que la scène où la femelle passe les œufs au mâle a été l'une des plus compliquées à filmer car il s'agit d'un acte discret que les animaux effectuent au sein d'un groupe d'environ 7 000 manchots.
Pour sa part, Luc Jacquet est resté cinq mois sur place tout en supervisant l'ensemble du tournage et du montage. En octobre 2003, il revient en Antarctique pour filmer les images sous-marines avec le plongeur Patrick Marchand. En décembre, le tournage est interrompu par manque de pellicule, le stock ne pouvant être acheminé à cause de la glace.
Pour filmer l'entièreté du cycle de reproduction des manchots, le tournage a duré 13 mois pour 120 heures de rushes. 200 bobines de film ont été utilisées et seule une a posé des problèmes malgré les conditions extrêmes auxquelles le matériel a été soumis. L'ensemble des rushes arrivent en France en février 2004 et la postproduction se termine en décembre de la même année.
À un moment du tournage, la société de production Bonne Pioche est au bord de la faillite, et n'est sauvée que par le succès du film.

## Musiques
Le film possède deux bandes originales distinctes : l'une composée par Émilie Simon dans la version française, l'autre par Alex Wurman pour la distribution américaine. Outre la version américaine, les versions étrangères ont conservé la musique d'Émilie Simon.

### Musique originale d'Émilie Simon
Albums de Émilie Simon
Émilie Simon
(2003) Végétal
(2006)

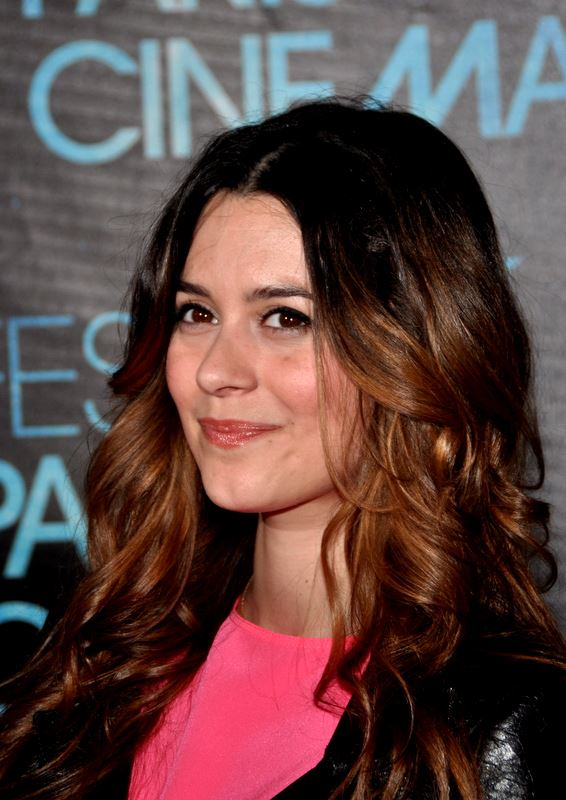
Émilie Simon en 2012.

La musique originale a été composée par la musicienne électro-pop Émilie Simon qui n'avait alors réalisé qu'un album, récompensé par une Victoire de la musique en 2004. Luc Jacquet la contacte alors qu'elle travaille sur la musicalité de l'eau et de la glace,.
La bande originale qu'elle compose est ensuite nommée au César de la meilleure musique écrite pour un film lors de la cérémonie de 2006 et l'album qui en est issu remporte la même année la Victoire de la musique dans la catégorie « Album de musique originale de cinéma ou de télévision de l'année ».
Pour la musique du film, Émilie Simon a notamment utilisé les ondes Martenot, le glockenspiel, le célesta et le vibraphone. De nombreux musiciens renommés, comme Thomas Bloch aux ondes Martenot ou Maxime Rubens au violon, ont participé à l'enregistrement.
Émilie Simon considère que cette bande originale et celle de La Délicatesse (2011) sont des albums aussi personnels que ses autres albums et qu'elles « font partie de [sa] discographie à 100 % ». La chanson Ice Girl était d'ailleurs déjà en partie composée, et prévue pour un futur album, avant qu'on ne lui demande de faire la musique du film et qu'elle ne l'intègre à la bande originale. Pour cette composition, Émilie Simon parle d'« une expérience à la fois poétique, passionnante et enrichissante ».
L'accueil de la musique d'Émilie Simon ne fait pas l'unanimité parmi les critiques cinématographiques. Pour Première, « la musique et la voix björkiennes d'Emilie Simon font [...] écho à la beauté cristalline des paysages » et Les Inrockuptibles affirment que le film est « bien servi par la BO d'Emilie Simon ». En revanche, Positif considère que « la bande sonore [...] est riche en sons réels, mais est anéantie par la composition musicale totalement inadéquate d'Emilie Simon » et le site aVoir-aLire.com affirme que cette bande originale n'est « pas le point fort du film avec ses airs kitsch [...] loin de l'envergure de la musique d'un Bruno Coulais pour Le Peuple migrateur ». Libération va plus loin en parlant de « gros handicap pour ces manchots » à cause de la musique mais aussi des commentaires.
Plusieurs versions de l'album sont sortis sur le marché. En 2007, il a été réédité sous le titre March of the Empress. Toutes reprennent au minimum les pistes de la première édition, sortie en janvier 2005 :
| 1.    | The Frozen World          | 4:23 |
| 2.    | Antarctic                 | 2:35 |
| 3.    | The Egg                   | 4:30 |
| 4.    | Song of the Sea           | 2:04 |
| 5.    | Baby Penguins             | 3:00 |
| 6.    | Attack of the Killerbirds | 2:48 |
| 7.    | Aurora Australis          | 1:18 |
| 8.    | The Sea Leopard           | 1:33 |
| 9.    | Song of the Storm         | 3:15 |
| 10.   | Mother’s Pain             | 1:44 |
| 11.   | To the Dancers on the Ice | 3:15 |
| 12.   | All Is White              | 3:19 |
| 13.   | The Voyage                | 4:45 |
| 14.   | Footprints in the Snow    | 2:44 |
| 15.   | Ice Girl                  | 3:29 |
| 44:42 |                           |      |

### Musique de la version américaine
Les distributeurs américains ont toutefois choisi de remplacer cette bande-son par une autre, plus classique, composée par Alex Wurman. Elle a été enregistrée par le Hollywood Studio Symphony (en) sous la direction de Jeffrey Schindler. Elle a également été éditée en album, par Milan Records, le 12 juillet 2005. Émilie Simon avoue qu'elle n'avait pas trop compris ce choix et que cela lui avait plutôt déplu « sur le moment » mais elle dit avoir rapidement compris que ce n'était « pas dirigé contre [elle] » et que c'était le jeu de l'industrie du cinéma, tout en assurant que cela ne lui a provoqué aucune rancœur envers les États-Unis.
L'album de la bande originale américaine comprend 12 pistes :
| 1.    | The Harshest Place On Earth   | 3:56 |
| 2.    | Walk Not Alone                | 0:42 |
| 3.    | The March                     | 5:22 |
| 4.    | Found Love                    | 3:59 |
| 5.    | The Egg Arrives               | 2:27 |
| 6.    | The Mother's Second Journey   | 2:01 |
| 7.    | Arrival At The Sea            | 3:12 |
| 8.    | Walk Through Darkness         | 6:20 |
| 9.    | First Steps                   | 3:19 |
| 10.   | The Dangers Remain            | 3:15 |
| 11.   | Reunited                      | 2:17 |
| 12.   | Going Home For The First Time | 4:43 |
| 41:33 |                               |      |

## Accueil

### Accueil critique
Pour les critiques concernant la musique, voir la section « Musiques ».

#### En France

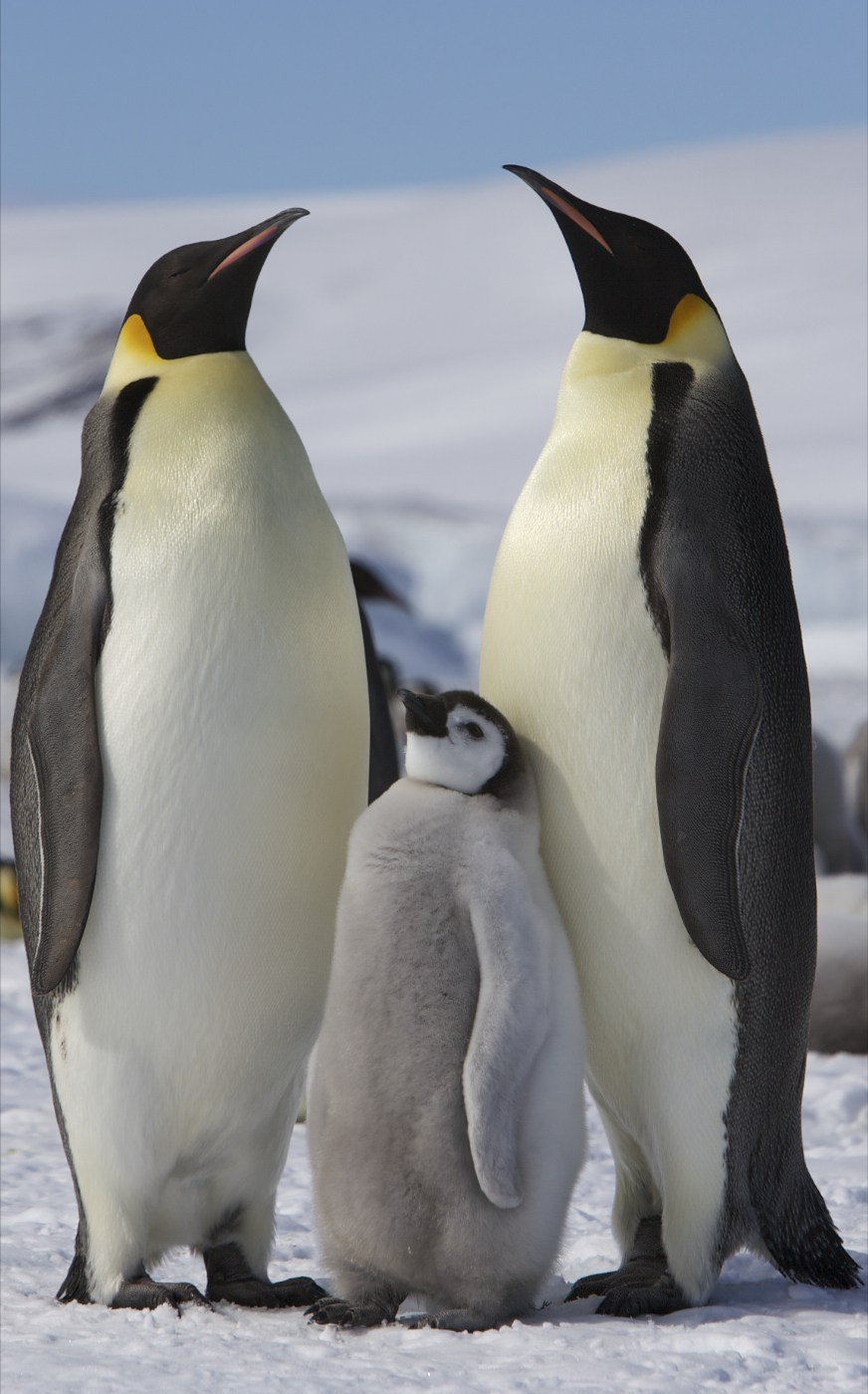
La narration à trois voix, imaginant le point de vue interne des parents manchots et de leur bébé, a été diversement appréciée.
(Photo non extraite du film)

En France, la critique est plutôt positive voire enthousiaste. Allociné, à partir d'une interprétation de 23 critiques, propose une moyenne de 4/5 avec des notes toujours supérieures à 3 et avec neuf notes maximales.
Les critiques soulignent régulièrement le côté hybride de La Marche de l'empereur, qui est qualifié dans France-Soir de « quasi révolutionnaire, à la frontière entre le documentaire animalier, la fiction, le reportage » alors que le magazine Première parle de « véritable docu-drame mis en scène avec un souci esthétique et un art du suspense typiquement cinématographiques », ce qui permet, selon Le Nouvel Observateur, de « concilier naturalisme et création ». Selon TéléCinéObs, le film « confirme l'existence d'une école française de haute volée dans le domaine du cinéma animalier ». Le city-guide Zurban regrette toutefois « que Luc Jacquet ait privilégié au montage le romanesque au détriment du scientifique ».
La poésie du film est souvent mise en avant, comme dans Brazil, où Caroline Vié le considère « instructif sans être didactique, poétique juste ce qu'il faut pour ne pas devenir lourdaud », ou dans Le Nouvel Observateur, pour qui « Luc Jacquet a su insuffler une merveilleuse poésie à son film, qui prend des allures d'hymne à la vie ». La qualité esthétique est également mise en valeur par de nombreuses critiques : « les images sont absolument sublimes » pour Brazil, « impressionnantes » pour Ouest-France, « d'une beauté inouïe » pour Zurban, pendant que France-Soir applaudit « l'inventivité des cameramen ». L'avis de Positif est plus mitigé à ce sujet : « Les images en plan d'ensemble présentent de beaux cadrages, mais souffrent d'une pauvre définition numérique. Les plans rapprochés et les gros plans pris au téléobjectif sont, en revanche, mieux réussis ».
Le commentaire à trois voix est considéré comme « naïf et redondant » par Ouest-France, de même Le Monde, pour qui « cet effet de rhétorique un peu naïf est problématique », pendant que Télérama parle d'« anthropomorphisme excessif » ou de volonté d'« apprivoiser le jeune public » et que Positif considère que ce commentaire « sombre instantanément dans la bêtise infantile ». Pour Sylvie Briet, dans Libération, le commentaire et la musique sont un « gros handicap pour ces manchots » car ils « squattent ce film qui ne se voulait surtout pas documentaire animalier [...] comme si les manchots étaient condamnés à prendre leurs spectateurs par la main » ; pour Briet, « les manchots empereurs crèvent l'écran, sublimes comédiens [et] leur incroyable boucan, leurs silences lors des tempêtes, ou les gémissements de la glace qui se déchire à l'approche de l'été, tout cela suffisait ». En revanche, Le Figaroscope considère que le commentaire participe à créer la dimension poétique du film et Le Nouvel Observateur salue le fait que ce choix diffère des commentaires habituels du cinéma documentaire.

#### Aux États-Unis
La critique américaine réserve un accueil globalement très favorable au film de Luc Jacquet. Le site Metacritic donne un « Metascore » de 79/100 à partir de 39 critiques répertoriés, dont 35 sont qualifiés de positives, 4 de mitigées et aucune de négative. Le site TopTenReviews propose de son côté une note moyenne de 3,186/4 à partir de 57 critiques.
Dans le New Yorker, David Denby (en) proclame le film de Luc Jacquet comme « un des documentaires les plus touchants et les plus visuellement ravissants jamais réalisés »,. Joe Leydon (en), pour Variety, parle d'« images rudement belles » et encense également la contribution de la monteuse Sabine Emiliani. Plusieurs critiques comparent le film au Peuple migrateur : dans Newsweek le film de Luc Jacquet est jugé « visuellement aussi ravissant » mais « plus saisissant », ; G. Allen Johnson, pour le San Francisco Chronicle, souligne que le film a échappé, grâce aux distributeurs américains, au côté « farcesque » de la narration d'origine, parvenant ainsi à devenir un film « majestueux et émouvant » comme l'était Le Peuple migrateur, ; Claudia Puig, dans USA Today, confirme que ceux qui ont aimé Le Peuple migrateur devraient être « de la même manière fascinés » par La Marche de l'empereur,. Claudia Puig affirme en outre que ce film est « une expérience cinématographique éblouissante et différente de tout ce qui est [alors] proposé dans les salles »,.
La narration est diversement appréciée. Joe Leydon, qui critique dans Variety la version originale sous-titrée projetée au Festival de Sundance, conseille alors aux distributeurs américains de « repenser l'astuce qui consiste à utiliser des acteurs pour donner une voix aux personnages »,. La version américaine distribuée par la suite est généralement appréciée par la critique mais ne fait pas l'unanimité. USA Today accorde « un crédit considérable à Jordan Roberts [...] pour son scénario narratif habilement conçu [avec un] juste mélange d'humour et d'acuité [et] une voix-off éducative sans être didactique » et félicite Morgan Freeman dont « la voix mélodieuse donne vie à la narration »,. Dans le San Francisco Chronicle, G. Allen Johnson retenait avec humour le talent de Morgan Freeman en se disant prêt « à faire pression en faveur d'une législation qui imposerait Freeman comme narrateur de tous les documentaires »,. Pour Stephen Holden, dans The New York Times, « la narration chaude et digne complète la connexion anthropomorphique » et le narrateur fonctionne comme « un témoin humain, un substitut de grand-père qui parle pour les couples amoureux »,, mais il s'interroge tout de même sur la pertinence de la thématique amoureuse dans une vision anthropomorphique de la vie des manchots. Newsweek regrette également que la narration américaine « insiste trop lourdement sur le fait qu'il s'agit d'une histoire d'amour »,.

### Accueil du public

#### Exploitation et box-office

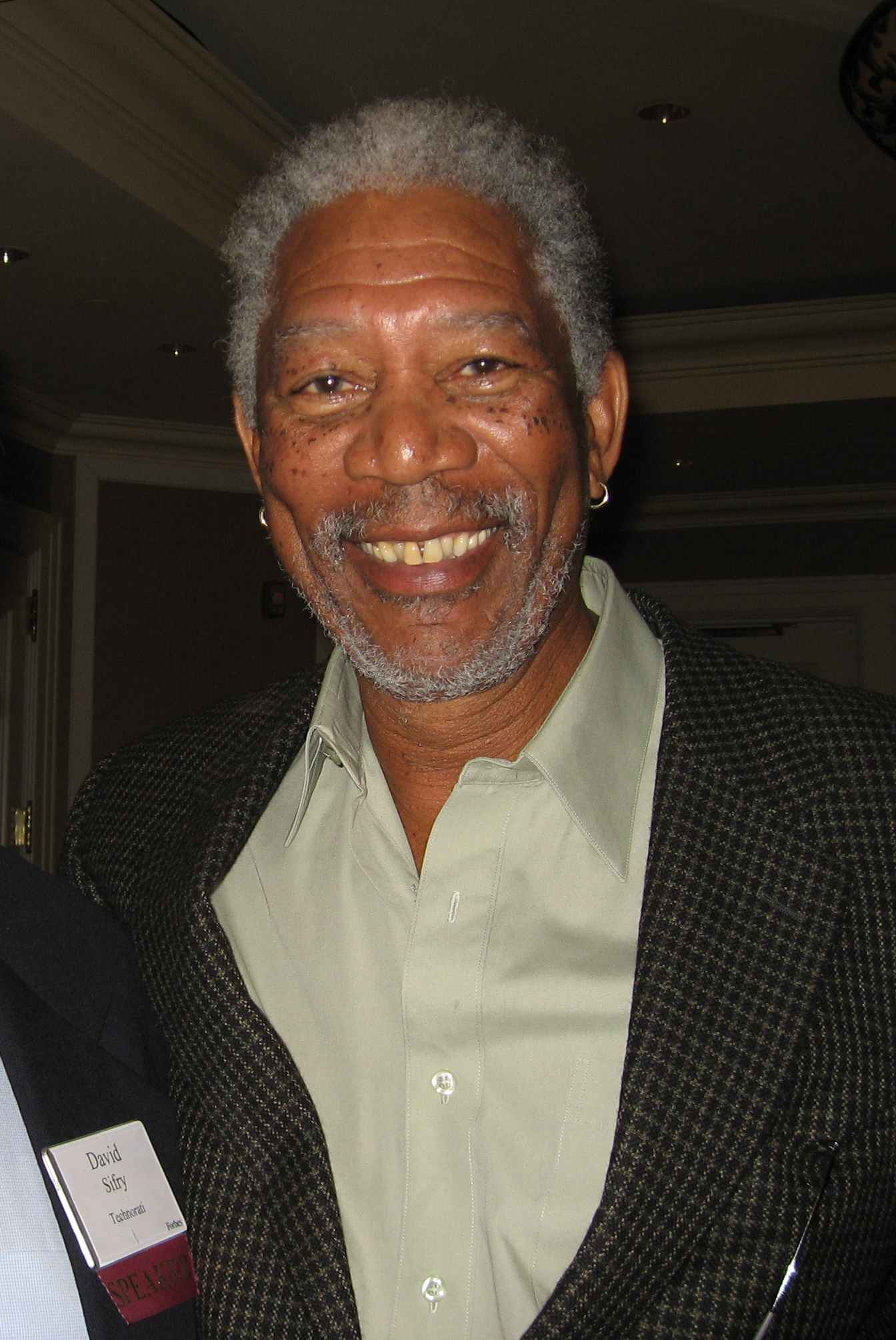
Morgan Freeman (ici en 2006), narrateur de la version américaine.

La Marche de l'empereur est montré au public pour la première fois lors du Festival de Sundance, le 21 janvier 2005, sous le titre The Emperor's Journey, dans sa version originale sous-titrée en anglais. Le film sort ensuite en France et en Belgique le 26 janvier 2005 avant d'être progressivement distribué dans le monde à partir du printemps 2005.
Selon l'Observatoire européen de l'audiovisuel, le film totalise 5 752 244 entrées sur les 36 États européens membres de l'OEA, dont 1 872 100 en France, 1 467 392 en Allemagne, 701 199 en Italie et 641 990 au Royaume-Uni. L'OEA comptabilise également 12 080 690 entrées aux États-Unis. Le film a aussi rassemblé plus de 400 000 entrées en Chine,, 210 000 au Québec et 192 000 au Japon.
Le film engrange 127 392 693 dollars de recettes dans le monde, dont 77 437 223 aux États-Unis et 12 037 751 en France. Outre les États-Unis et la France, il dépasse le million de dollars de recettes dans neuf autres pays : Allemagne (9 228 926), Royaume-Uni (5 490 891), Italie (4 036 047), Japon (3 559 414), Australie (3 099 368), Suisse (2 191 483), Mexique (1 725 783), Norvège (1 488 185) et Pays-Bas (1 169 525).
Warner, qui en achète les droits pour la distribution américaine après sa présentation à Sundance, retravaille intégralement la bande son, avec une nouvelle musique composée par Alex Wurman et une narration, beaucoup plus classique avec une voix unique, confiée à l'acteur Morgan Freeman. Avec un budget d'adaptation de 600 000 dollars, les distributeurs font volontairement le choix de donner au film une apparence plus proche du « documentaire standard » et choisissent un titre faisant plus explicitement référence aux manchots car, selon Laura Kim, vice-présidente de Warner Independent Pictures, « ça permet au public de mieux identifier le film ». Sorti aux États-Unis le 24 juin 2005 dans quatre salles seulement (deux à New York et deux à Los Angeles), le film y bénéficie d'une excellente critique et d'un bouche à oreille remarquable. Avec seulement quatre écrans, le film totalise une recette de 137 492 dollars lors de la première semaine puis le nombre de cinémas projetant le film augmente progressivement, avec 20 écrans lors de la deuxième semaine d'exploitation, 64 en troisième semaine, 132 en quatrième semaine et 695 pour la cinquième semaine, atteignant alors la neuvième place du box-office hebdomadaire américain. Lors de sa septième semaine, le film se place même à la cinquième place du box-office hebdomadaire.
À la mi-août 2005, le film est distribué dans plus de 2 000 salles (2 506 écrans à son plus fort) et devient le deuxième documentaire le plus vu en salles aux États-Unis derrière Fahrenheit 9/11. Ce succès est d'autant plus notable que l'été 2005 enregistre les plus mauvais résultats du box-office américain depuis l'été 1997. Avec plus de 77 millions de dollars de recettes cumulées pour plus de 12 millions d'entrées, le film de Jacquet devient, le 8 septembre, le plus gros succès commercial du cinéma français aux États-Unis, devant Le Cinquième Élément et Le Fabuleux Destin d'Amélie Poulain (dépassant le score de ce dernier dès mi-août). Sur l'ensemble de l'année 2005, le film se classe à la 27e place des plus grosses recettes en salles aux États-Unis. Par comparaison, le documentaire français Être et avoir avait été le plus gros succès d'un film documentaire aux États-Unis pour l'année 2003 avec 130 000 spectateurs.
En nombre d'entrées sur l'ensemble du marché international (hors France), La Marche de l'empereur n'a toutefois pas fait mieux que Le Fabuleux Destin d'Amélie Poulain avec 19 962 345 entrées pour le film de Luc Jacquet contre 23 115 858 pour celui de Jean-Pierre Jeunet. En cumulant le marché français et le marché étranger, La Marche de l'empereur a recueilli un total de 21 834 445 entrées contre 32 405 858 pour Le Fabuleux Destin d'Amélie Poulain. Pour l'année 2005, La Marche de l'empereur a représenté à lui seul 22 % des entrées réalisées par les films français à l'étranger. Le film est même resté à la deuxième place des productions françaises à l'étranger en 2006 derrière Bandidas.
Le succès du film s'est poursuivi avec son exploitation à la télévision : en novembre 2006, le réseau américain de télévision par câble Hallmark Channel, qui avait acheté les droits de diffusion du film, a réuni 4,5 millions de téléspectateurs, participant ce jour-là à la meilleure journée d'audience du réseau depuis sa création. Le 30 décembre 2008, la chaîne française France 3 a totalisé 3,616 millions de téléspectateurs pour 13,6 % de part d'audience. De même, l'exploitation en vidéo a connu un succès non négligeable : sur le marché français, La Marche de l'empereur s'est classé 14e des ventes pour l'année 2005.

#### Avis des spectateurs
Sur de nombreux sites web à travers le monde, La Marche de l'empereur obtient un accueil public plutôt favorable, avec des moyennes généralement situées entre 7 et 8/10 (ou équivalents).
| Site web        | Pays d'origine du site | Situation au 12 mars 2012 | Situation au 12 mars 2012 | Situation au 12 mars 2012 |
| Site web        | Pays d'origine du site | Note moyenne              | Nombre de votes           | Commentaires |
| --------------- | ---------------------- | ------------------------- | ------------------------- | --- |
| IMDb            | États-Unis             | 7,7/10                    | 26 870                    | IMDb utilise un système de moyenne qui lui est propre. Le site indique néanmoins la moyenne arithmétique, 7,9, et la note médiane, 8. D'autre part, 19,1 % des votants ont attribué la note maximale et IMDb indique qu'environ la moitié des votants (12 766) ne sont pas américains, et qu'ils attribuent une note moyenne légèrement inférieure avec 7,7 contre 7,8 pour les Américains. |
| FilmAffinity    | Espagne                | 7,5/10                    | 11 824                    | Ce site est en espagnol et en anglais. |
| Filmweb         | Pologne                | 7,8/10                    | 5 555                     | |
| Filmstarts      | Allemagne              | 3,5/5                     | 5 277                     | |
| Allociné        | France                 | 3,4/5                     | 4 659                     | 36 % des votants ont attribué la note maximale. |
| Kinopoisk       | Russie                 | 8,197/10                  | 1 098                     | 31,51 % des votants ont attribué la note maximale. |
| MovieMeter      | Pays-Bas               | 3,58/5                    | 743                       | La note moyenne est relativement stable (autour de 3,60) depuis 2007 après avoir atteint la maximale de 3,74 en 2006 avec moins de votants. |
| Moviepilot      | Allemagne              | 6,6/10                    | 693                       | |
| Rotten Tomatoes | États-Unis             | 7,8/10                    | 164                       | Le « Tomatomètre » (Tomatometer) indique 94 %, donnant au film le label « fraîcheur certifiée » (Certified fresh) du site. |
| Metacritic      | États-Unis             | 8,3/10                    | 100                       | |

## Distinctions
Sauf indication contraire, les informations mentionnées dans cette section peuvent être confirmées par la base de données cinématographiques IMDb,  présente dans la section « Liens externes ».
Entre 2005 et 2006, La Marche de l'empereur a été sélectionné 50 fois dans diverses catégories et a remporté 30 récompenses,.

### Récompenses
- St. Louis Film Critics Association Awards 2005 : meilleur documentaire
- Southeastern Film Critics Association Awards 2005 : meilleur documentaire
- National Board of Review Awards 2005 :
  - meilleur documentaire
  - top 5 des documentaires
- Women Film Critics Circle Awards 2005 : meilleure égalité des sexes
- New York Film Critics Online Awards 2005 : meilleure photographie pour Laurent Chalet et Jérôme Maison
- Festival du film de Los Angeles 2005 : prix du public du meilleur long métrage international pour Luc Jacquet
- Festival du film de Maui 2005 : prix du meilleur film documentaire[90]
- Festival du film de vie sauvage de Jackson 2005 (Jackson Wild Media Awards / Jackson Hole Wildlife Film Festival) :
  - Prix Jackson Wild de la meilleure musique pour Alex Wurman
  - Prix Jackson Wild du meilleur long métrage documentaire[90]
- Las Vegas Film Critics Society Awards 2005 : Prix Sierra du meilleur documentaire
- Phoenix Film Critics Society Awards 2005 : meilleur documentaire pour Luc Jacquet
- Online Film and Television Association Awards 2006 : meilleur documentaire
- Critics' Choice Movie Awards 2006 : meilleur documentaire
- North Texas Film Critics Association Awards 2006 : meilleur documentaire
- Golden Trailer Awards 2006 :
  - Meilleure bande-annonce d’un documentaire
  - Meilleure voix off
- Character and Morality in Entertainment Awards 2006 : Camie pour Yves Darondeau, Christophe Lioud, Emmanuel Priou, Luc Jacquet, Morgan Freeman, Laurent Chalet et Jérôme Maison
- César 2006 : meilleur son pour Gérard Lamps et Laurent Quaglio[88],[89]
- American Cinema Editors Awards 2006 : Eddie du meilleur montage d’un film documentaire pour Sabine Emiliani
- Festival du film scientifique de La Réunion 2006 : prix spécial du jury[91]
- Festival international du film de Pyongyang 2006 : primé (détails non connus)[92]
- Festival Wildscreen 2006 (Royaume-Uni) : prix Panda-in-the-Pocket[90]
- Oscars 2006 : meilleur film documentaire pour Luc Jacquet et Yves Darondeau[88],[89]
- BMI Film and TV Awards 2006 : meilleure musique de film pour Alex Wurman
- Gold Derby Awards 2006 : meilleur documentaire
- Young Artist Awards 2006 : Prix Jackie Coogan du meilleur documentaire familial
- Trophées du Film français 2006[89] :
  - Trophée de la première œuvre
  - Trophée « Duo Cinéma » pour Emmanuel Priou, Luc Jacquet, Christophe Lioud et Yves Darondeau
- Victoires de la musique 2006 : album de musique originale de cinéma ou de télévision de l'année pour Émilie Simon[93].

### Nominations
- Dallas-Fort Worth Film Critics Association Awards 2005 : meilleur documentaire
- New York Film Critics Circle Awards 2005 : meilleur documentaire
- NRJ Ciné Awards 2005 : meilleur baiser[89]
- Satellite Awards 2005 :
  - Meilleur documentaire
  - Meilleur DVD documentaire
- Chicago Film Critics Association Awards 2006 : meilleur film documentaire
- César 2006[88],[89] :
  - Meilleure musique écrite pour un film pour Émilie Simon
  - Meilleur montage pour Sabine Emiliani
  - Meilleur premier film pour Luc Jacquet
- Writers Guild of America Awards 2006 : meilleur scénario de documentaire pour Jordan Roberts, Luc Jacquet et Michel Fessler[88],[89]
- Prix David di Donatello 2006 : meilleur film de l'Union européenne pour Luc Jacquet
- Prix du cinéma européen 2006 : meilleur film européen
- Prix France Musique – UCMF 2006 : Meilleure musique pour le cinéma pour Emilie Simon[89]
- British Academy Film Awards 2006[88],[89] :
  - Meilleure photographie pour Laurent Chalet et Jérôme Maison
  - Meilleur montage pour Sabine Emiliani
- International Cinephile Society Awards 2006 : meilleur documentaire
  - Online Film Critics Society Awards 2006 : meilleur documentaire
- Trophées Jeunes Talents : prix du jeune réalisateur cinéma pour Luc Jacquet[89]

### Sélections
- Festival du film de Sundance 2005 : séances spéciales[24]
- Festival international du film de Santa Barbara 2006 : sélection « Reel Nature »[89]
- Festival chrétien du cinéma 2006 (Montpellier) : hors compétition - longs métrages[89]

## Impacts et influence du film

### Récupération politico-religieuse aux États-Unis
En septembre 2005, un article du New York Times explique que la droite protestante conservatrice récupère le film et en détourne le message pour démontrer qu'il défend la famille et le droit à la vie, donc le refus du droit à l'avortement : ce film « est la démonstration de la beauté de la vie et du bien-fondé qu'il y a à la protéger », explique alors WorldNetDaily, un site conservateur pro-vie. Le New York Times explique également que « lors d'une conférence organisée par les jeunes conservateurs, le rédacteur en chef du magazine National Review a encouragé les participants à voir le film parce qu'il fait la promotion de la monogamie »,. Dans le même esprit, l'organisation chrétienne 153 House Churches Network fait du film une métaphore du Saint-Esprit. D'autre part, pour les partisans du créationnisme comme le magazine World Magazine, le mode de vie des manchots est selon eux trop complexe pour être expliqué par la sélection naturelle. Le New York Times précise que les auteurs du film croient fermement à la théorie de l'évolution de Darwin. Certains conservateurs plus modérés refusent d'ailleurs cette interprétation du film, tel George Will, éditorialiste du Washington Post, qui se demande alors : « Si un designer intelligent a créé la nature, pourquoi a-t-il décidé de rendre le mode de vie des manchots aussi fastidieux ? »,.
Laura Kim, vice-présidente de Warner Independent Pictures (distributeur américain du film), a fait remarquer de façon laconique que le film n'avait pas l'intention de diffuser de tels messages : « Vous savez quoi ? Ce sont juste des oiseaux »,. Selon Luc Jacquet, le film n'a même pas de message écologique malgré les menaces du réchauffement climatique qui pèsent sur les manchots : « S'il y a un message, c'est la beauté des choses, l'incroyable acharnement du manchot à survivre là où plus rien ne vit ».

### Notoriété de Luc Jacquet et création de Wild-Touch
Le succès du film a donné une grande impulsion à la carrière de Luc Jacquet, notamment l'obtention de l'Oscar, qualifiée par le réalisateur de « gigantesque coup de projecteur ». Alors qu'il se cantonnait auparavant à la réalisation de documentaires souvent méconnus, Luc Jacquet enchaîne alors avec le tournage de sa première fiction, Le Renard et l'Enfant, sortie en 2007.
D'autre part, il souhaite trouver une utilité concrète à sa notoriété internationale acquise grâce à La Marche de l'empereur,. Or, il constate que de plus en plus de personnes lui demandent de les aider à parler d'autres animaux ou de sujets environnementaux à la manière de La Marche de l'empereur. Pendant longtemps, Jacquet répond toutefois que le financement de ce genre de projet est difficile car trop souvent peu ou non rentable. La « révolution numérique », avec notamment l'essor d'Internet et la miniaturisation des caméras, lui fait ensuite prendre conscience des nouvelles opportunités de financement pour ce genre de projets, ce qui le conduit à fonder l'association Wild-Touch en 2010,, avec l'objectif de « médiatiser la conservation de la nature ».
Parmi les projets de Wild-Touch, Le Tempêtarium de Glace 2048 peut être décrit comme une extension de La Marche de l'empereur : Luc Jacquet et le scénographe Frédéric Ravatin souhaitent en effet mettre au point une installation itinérante (alliant cinéma, scénographie et véritables éléments naturels) qui permettrait aux spectateurs de s'immerger dans l'atmosphère de l'Antarctique et percevoir ainsi celle du film réalisé par Luc Jacquet,.

### Création du label Disneynature
Le succès de La Marche de l'empereur incite les Studios Disney (qui ont coproduit et distribué le film en France,) à parier sur les documentaires axés sur la nature. En 2008, Disney relance ainsi une idée en projet depuis une décennie et crée une nouvelle filiale : Disneynature. Basée à Paris, elle est présidée par Jean-François Camilleri, qui en propose la création dès 2006. Selon Camilleri, le succès du film de Luc Jacquet a montré que « l’écologie est un sujet de plus en plus présent » et que « les gens ont besoin et envie » de voir ce type de film. Il considère en outre qu'un film comme La Marche de l'empereur « est une invitation au voyage, qui revêt aussi un caractère éducatif » et qu'il « s’appuie sur une histoire forte ».
En 2010, La Marche de l'empereur est d'ailleurs réédité en DVD et Blu-ray dans la collection Disneynature,. Le film est également inclus dans l'offre SVOD du label, lancée en 2012.

### Une «mode» des manchots au cinéma
Après le succès de La Marche de l'empereur, plusieurs producteurs s'emparent des manchots (parfois désignés pingouins par erreur) pour en faire des personnages de cinéma, notamment d'animation,. Ouest-France souligne en 2006 que « le manchot est très tendance sur les écrans » alors que Les Inrockuptibles se demandent en 2007 si le « film de pingouins » n'est pas « en passe de devenir un genre à part entière ». Ces animaux sont notamment mis à l'honneur dans Happy Feet (2006), Les Rois de la glisse (2007), Happy Feet 2 (2011) et Monsieur Popper et ses pingouins (2011). C'est aussi le cas dans Madagascar, sorti la même année que La Marche de l'empereur ; la saga met d'ailleurs plus en avant le quatuor de manchots du premier opus dans les suites et produits dérivés, parmi lesquels une série télévisée qui leur est entièrement consacrée.
George Miller, réalisateur de Happy Feet, souligne toutefois que son film avait été « conçu bien avant La Marche de l'empereur » mais admet que le succès du film de Luc Jacquet l'avait beaucoup aidé à monter son propre film.
En février 2017, Jacquet sort un nouveau film sur les manchots, L'Empereur, parfois présenté comme une suite de La Marche de l'empereur.

### Adaptations et références culturelles au film

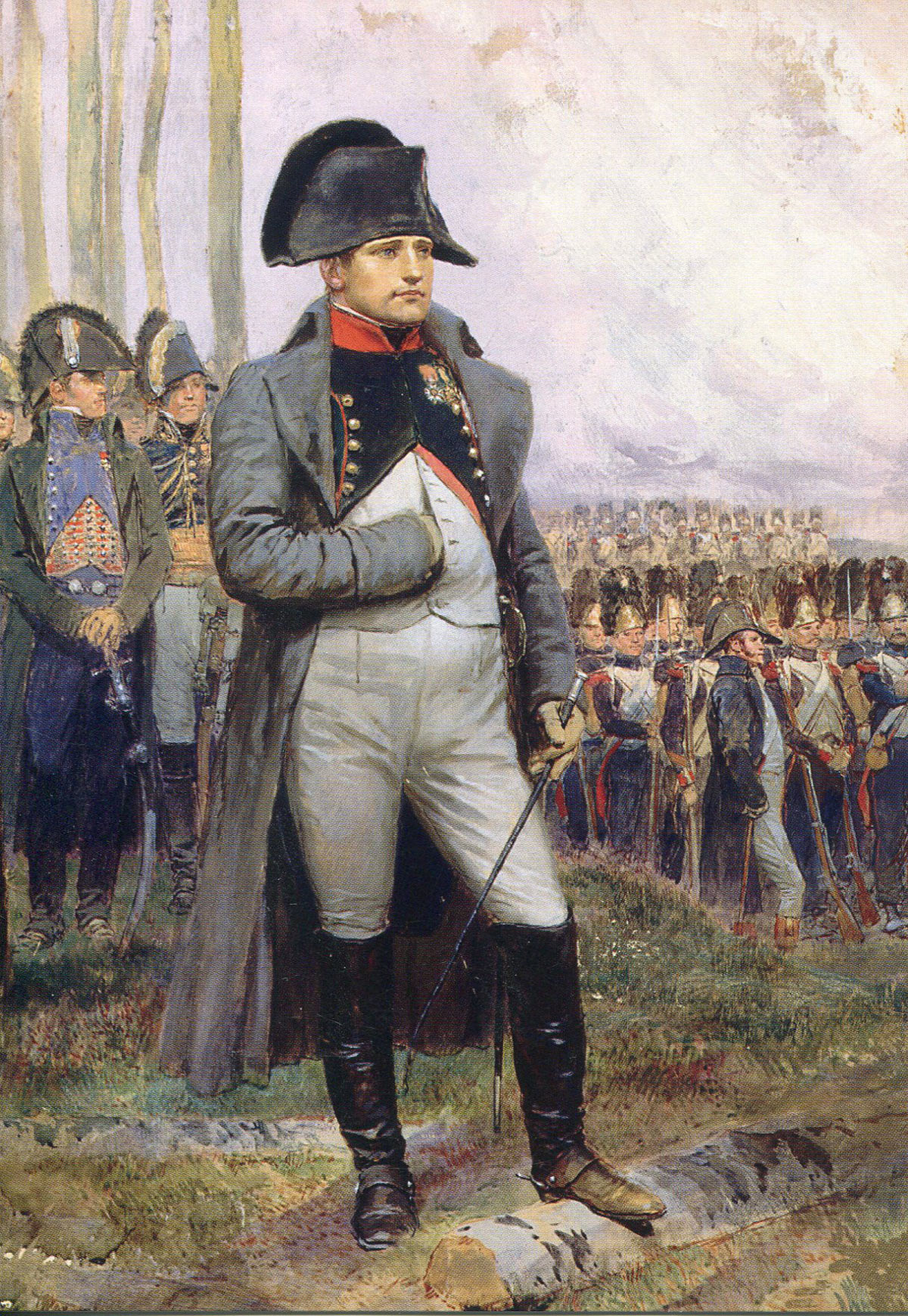
Dans le scénario d'une publicité humoristique de Canal+, un quiproquo substitue aux manchots empereurs une colonie de Napoléon avec des bicornes.

Fin 2005, la chaîne Canal+ diffuse un spot de publicité, à la télévision et au cinéma, qui met en scène un homme racontant La Marche de l'empereur à une collègue,. Comme la jeune femme ne connaît pas le film, elle imagine qu'il s'agit de Napoléon Bonaparte, et le quiproquo va crescendo : elle se représente ainsi des centaines de Napoléon marchant dans la neige, glissant sur leur ventre, victimes d'un phoque géant ou s'échangeant des œufs de poule, jusqu'à ce que la mention de leurs accouplements la rende encore plus perplexe. Le décalage comique est renforcé par le ton académique de celui qui raconte, sur fond de Symphonie no 7 de Beethoven. Ce film publicitaire, tourné en Islande et réalisé par l'agence de publicité BETC Euro RSCG, obtient le prix « Grand Cristal de la création française » au festival de la publicité de  Méribel en décembre 2005 ainsi que le Grand Prix Stratégies 2006.
En 2006, La Marche de l'empereur donne lieu à une parodie américaine, Farce of the Penguins, un faux documentaire dont la narration est assurée par Samuel L. Jackson,. La même année, l'auteur Jean-Luc Coudray et son frère jumeau, l'illustrateur Philippe Coudray, sortent une bande dessinée intitulée L'empereur nous fait marcher, qui rend hommage au film, même s'ils reprennent partiellement un ouvrage qu'ils avaient déjà publié en 1989 sous le titre Drôles de Manchots. Luc Jacquet signe d'ailleurs lui-même la préface de cette vision humoristique et décalée de la vie des manchots. De son côté, l'Américaine Mary Pope Osborne, créatrice de la série de romans pour la jeunesse La Cabane magique, sort en 2008 le tome Eve of the Emperor Penguin (traduit en français en 2010 sous le titre L'Empereur des manchots ) qui, selon elle, doit indirectement son existence au succès du film La Marche de l'empereur  auprès des nombreux enfants qui lui réclamaient un roman avec des manchots,.
En 2007, le film est également adapté en jeu vidéo de réflexion et d'aventure pour Nintendo DS et pour Game Boy Advance, respectivement édités par Zoo Digital et Destination Software. Le jeu reçoit un accueil plutôt médiocre de la part des sites spécialisés : le site Jeuxvideo.com donne une note de 6/10 à la version DS, GameSpot attribue 4/10 aux deux versions du jeu, alors que la version Game Boy Advance est créditée d'une note légèrement supérieure par rapport à la version DS sur le site IGN avec 4,5/10 contre 4/10. Le site Micromania le compare malgré tout à un jeu vidéo culte, Lemmings.

## Revendications de Laurent Chalet
En mars 2006, Le Canard enchaîné critique la façon dont Luc Jacquet s'est approprié la paternité des images du film dans ses différentes déclarations alors qu'il n'a passé que quelques mois en Antarctique. Le journaliste, David Fontaine, regrette aussi que les deux chefs opérateurs n'aient pas été remerciés lors du discours des Oscars et qu'ils n'aient pas bénéficié d'un salaire plus important malgré la prime accordée ultérieurement.
En mai 2006, l'un des chefs opérateurs, Laurent Chalet, affirme à son tour que son travail n'a pas été reconnu à sa juste valeur. Alors qu'il a accepté dans un premier temps que Luc Jacquet soit crédité comme le seul réalisateur, il dit avoir « lu dans des journaux des choses qui [l]'ont un peu défrisé par rapport à la façon dont était relaté le tournage en lui-même ». Il considère alors que son « implication a été minimisée, tant par la presse que par Luc [Jacquet] »,. Il soutient d'autre part que la société de production avait changé son contrat en cours de projet lorsque celui-ci est passé d'un documentaire télévisuel à un long métrage cinématographique et qu'il avait demandé une reconsidération dès la phase de montage du film.
Le 22 septembre 2006, Laurent Chalet assigne en justice Luc Jacquet et la société Bonne Pioche pour demander 870 000 euros pour reconnaissance de son travail comme coréalisateur du film et des conditions difficiles de tournage, ainsi qu'une indemnisation de 100 000 euros pour préjudice moral,. Le producteur Yves Darondeau réagit alors en affirmant que « Laurent Chalet a fait un excellent travail en tant que directeur de la photographie dans des conditions difficiles, mais ça ne fait pas de lui un réalisateur [car] le réalisateur a l'idée, le point de vue, raconte une histoire et a le choix du final cut ». Darondeau précise également que  Jérôme Maison, l'autre chef opérateur, n'a engagé aucune poursuite et collabore toujours avec Luc Jacquet,. Laurent Chalet soutient malgré tout qu'il se considère comme « un nègre cinématographique » et que « le point de vue qui passe à travers les images est le [sien] ». Il reçoit dans sa démarche le soutien de l'AFC, dont il est membre.
Le 22 septembre 2009, les juges du tribunal de grande instance de Paris rejettent la demande Laurent Chalet, considérant que ce dernier ne pouvait être considéré comme coauteur. Selon eux, « seul le scénario, le fil choisi pour raconter l’histoire, le choix des scènes, leur alternance et le soutien de la musique associés aux images ont conféré au film en son ensemble tel qu’il a été conçu par les co-auteurs un caractère original ».

## Produits dérivés

### Publications
- Luc Jacquet et Jérôme Maison, La Marche de l'Empereur, Michel Lafon, 2005, 158 p. (ISBN 978-2-7499-0226-5)
- Jean-Joseph Julaud (photogr. Jérôme Maison), La Marche de l'Empereur : d'après le film de Luc Jacquet, Hachette, 2005, 32 p. (ISBN 978-2-01-224716-1)
- Jean-Joseph Julaud (photogr. Jérôme Maison), La Marche de l'Empereur : d'après le film de Luc Jacquet, Hachette Jeunesse Image, 2005, 43 p. (ISBN 978-2-01-224715-4)
- Jean-Joseph Julaud, Christophe Barbaud et Luc Jacquet, La Marche de l'Empereur : d'après le film de Luc Jacquet, Hachette, 2005, 64 p. (ISBN 978-2-01-224714-7)
- La Marche de l'Empereur : Avec des autocollants repositionnables, Hachette, 2005, 4 p. (ISBN 2-01-224717-2) (Ouvrage de jeunesse avec autocollants repositionnables)

### Vidéographie
VHS
- La Marche de l'empereur, Buena Vista Home Entertainment, 26 juillet 2005, VHS (PAL).

DVD
- La Marche de l'empereur, Buena Vista Home Entertainment, 26 juillet 2005, DVD (région 2). Également vendu avec un manchot en peluche à partir du 19 octobre 2005.
- La Marche de l'empereur, Buena Vista Home Entertainment, 26 juillet 2005, édition « collector » 2 DVD (région 2). Les suppléments incluent notamment le film documentaire Antarctique printemps express (2004), également réalisé par Luc Jacquet.
- La Marche de l'empereur, Buena Vista Home Entertainment, 2 novembre 2005, édition « prestige » 3 DVD (région 2). Les deux premiers DVD sont ceux de la version collector, le troisième DVD propose le film documentaire Des manchots et des hommes (2004), coréalisé par Luc Jacquet et Jérôme Maison.
- La Marche de l'empereur / Le Renard et l'Enfant, Buena Vista Home Entertainment, 15 octobre 2008, coffret 2 DVD (région 2).
- March of the Penguins, Warner Home Video, 29 novembre 2005, DVD (région 1).
- La Marche de l'empereur, Buena Vista Home Entertainment, coll. « Disneynature », 1er juin 2010, DVD (région 2).

Blu-ray
- March of the Penguins, Warner Home Video, 27 mars 2007, Blu-ray (région B).
- La Marche de l'empereur, Buena Vista Home Entertainment, 4 juin 2010, Blu-ray (région B).
- La Marche de l'empereur / Les Ailes pourpres : Le Mystère des flamants, Walt Disney France, coll. « Disneynature », 5 juin 2010, Coffret Blu-ray (région B).

HD DVD
- March of the Penguins, Warner Home Video, 1er janvier 2007, HD DVD (UK).

### Bande originale
- Émilie Simon, La Marche de l'empereur (15 pistes), album édité en France par Barclay, sorti le 10 janvier 2005 (ASIN B00070FX3M) (également édité à l'export sous le titre The Emperor's Journey)
- Alex Wurman, March of the Penguins (12 pistes), album édité aux États-Unis par Milan Records, sorti le 12 juillet 2005 (ASIN B0009VNC82)
- Émilie Simon, La Marche de l'empereur (16 pistes), album édité en France par Barclay, sorti le 14 novembre 2005 (ASIN B0009XCCQ8) (également édité à l'export sous le titre The Emperor's Journey)